# Adalbert Wagner
Adalbert Andreas Emil Wagner (ur. 20 marca 1833 w Braniewie, zm. 6 lipca 1895 we Fromborku) – niemiecki ksiądz katolicki, proboszcz parafii w Stoczku Warmińskim i w Elblągu, kanonik fromborski, odznaczony Orderem Orła Czerwonego.

## Życiorys
Urodził się w Braniewie, w rodzinie kupca Karla i Johanny z domu Geritz (niektóre opracowania podawały wcześniej jako miejsce urodzenia Dobre Miasto). Po ukończeniu gimnazjum w Braniewie i uzyskaniu świadectwa dojrzałości w 1856, wstąpił do braniewskiego Seminarium Duchownego (Liceum Hosianum). Święcenia kapłańskie przyjął 22 lipca 1860 roku. Jako neoprezbiter został skierowany do parafii św. Jana Chrzciciela w Lechowie koło Pieniężna, w której posługiwał do 4 czerwca 1862 roku. W latach 1862–1869 był beneficjantem kaplicy i fundacji św. Józefa w Lidzbarku Warmińskim. 10 czerwca 1869 otrzymał beneficjum przy kaplicy zamkowej w Lidzbarku Warmińskim.
W 1873 roku biskup skierował go do posługiwania w Stoczku Klasztornym. Jako rektor kościoła przystąpił do porządkowania jego wnętrz. Koszt wykonanych przez niego napraw wyniósł aż 17 000 marek. Był to okres nasilającego się kulturkampfu i władze pruskie nie chciały zaakceptować nominacji aktywnego ks. Wagnera. Za brak zgody władz na tę nominację sąd skazał biskupa diecezji warmińskiej Philippa Krementza na 200 talarów grzywny. Gdy biskup odmówił, zostały zajęte jego meble w pałacu biskupim. Również ks. Wagnera dotknęły szykany, policja zabroniła mu sprawowania mszy św. i udzielania sakramentów w Stoczku. Ksiądz nie stosował się do poleceń władz, toteż 14 maja 1874 roku został skazany na 75 marek grzywny, lecz łącznie z kosztami sądowymi suma wyniosła 226,36 marek. Gdy Wagner wzbraniał się od zapłaty, komornik wyegzekwował należność w wyniku komorniczej egzekucji.
Po nagłej, przedwczesnej śmierci proboszcza elbląskiego Roberta Hoppego w trakcie odprawiania mszy św., należało pilnie obsadzić tę ważną placówkę. Władza zgodziła się po pertraktacjach na kandydaturę ks. Wagnera, który został wprowadzony do nowej parafii św. Mikołaja w Elblągu 8 lutego 1881 roku. W Elblągu otrzymał ponadto nominację na inspektora szkolnego lekcji religii, włączając w ten zakres również kolonię Pangritz. 27 kwietnia zatwierdzono go również na stanowisku wykładowcy w szkole nauczycielskiej. Gdy w kolejnych latach słabła polityka kulturkampfu, ks. Wagner rozszerzał swoją działalność społeczną. Zorganizował w Elblągu stowarzyszenie dobroczynne św. Elżbiety. Ażeby młodzi chłopcy pracujący u protestanckich właścicieli zakładów nie stawali się podatni na osłabnięcie czy wręcz odejście od katolicyzmu, utworzył w 1883 w Elblągu Związek Czeladników (Gesellenverein). W tym samym roku zakupił w dzielnicy Pangritz, na wzgórzu zwanym Nowy Świat (Neue Welt) działkę wraz ze starą karczmą, która po remoncie miała zostać zaadaptowana na kaplicę do sprawowania nabożeństw.
W 1886 roku, w porozumieniu z biskupem warmińskim Andreasem Thielem, wystarał się u władz o wydanie zgody na utworzenie nowej placówki zakonnej w północnej dzielnicy miasta. Udało się doprowadzić do otwarcia w mieście domu Zgromadzenia Sióstr św. Katarzyny z Braniewa, co w zróżnicowanej etnicznie Kolonii Pangritz miało istotne znaczenie. Siostry rozpoczęły intensywną pracę wśród ubogich dzieci, a następnie utworzyły jeszcze drugą placówkę w mieście przy ul. Zamkowej 17 (Burgstraße), gdzie wybudowały dom Świętego Józefa.
W uznaniu wszystkich zasług ks. Wagner został mianowany 8 czerwca 1891 przez króla Prus i cesarza Niemiec Wilhelma II Hohenzollerna kanonikiem warmińskim. Po objęciu kanonii we Fromborku obdarzono go dodatkowo urzędem penitencjarza oraz kuratora pobożnych fundacji. W 1892 został również diecezjalnym dyrektorem Stowarzyszenia Świętej Rodziny. Został odznaczony przez cesarza Orderem Orła Czerwonego IV klasy.
Zmarł 6 lipca 1895 we Fromborku.